# Бойд Голбрук
Бойд Голбрук (англ. Boyd Holbrook; 1 вересня 1981, Престонсбург) — американський актор та модель. Виконав роль агента Управління боротьби з наркотиками Стіва Мерфі в серіалі «Нарко». Також знімався у фільмах «Гарві Мілк», «Із пекла», «Втеча у ніч», «Прогулянка серед могил», «Загублена».

## Біографія
Бойд Голбрук народився 1981 року в Пренстонсбурзі, Кентуккі, США. Син Еллен та Дона Голбрук. На початку своєї кар'єри працював теслею в Театрі Дженні Вілі, Кентуккі. 2001 року підписав контракт з модельним агентством «Elite Model Management», також працював і з іншими агентствами, зокрема й з «Wilhelmina Models». Протягом кар'єри моделі співпрацював із дизайнерами та брендами: Gucci, Жан-Поль Готьє, Версаче, Гуго Босс, Білл Бласс, Калвін Клайн, Москіно, Марк Джейкобс, Дін і Ден Кейтен.
Разом із моделлю Омагіра Мота, Голбрук позував для фотографа Еллен Вон Анверт, яка готувала фотографії («Omahyra & Boyd») для паризької галерейної виставки. 2005 року вийшла книга цих світлин з однойменною назвою — «Омагіра та Бойд» (ISBN 2-914171-20-X).
На вебсайті Model-Max.com Голбрук випустив мінісерію своїх віршів, які супроводжували ілюстрації Джеймі Страчана.
Моделюючи[що?] та подорожуючи Європою та Азією, Бойду вдалося зібрати достатньо коштів для навчання кіномистецтву в Нью-йоркському університеті, де отримав сертифікат SCPS по 16 мм плівці. Голбрук також відвідував курси сценариста та історії кіно в Колумбійському університеті. З того часу спродюсував 5 короткометражок.
Вивчав акторську майстерність у Студії Вільяма Еспера, де пройшов престижний дворічний курс, а також брав участь у спеціалізованій програмі від Шейн Енн Йонтс, де тренував свій голос та вимову. 2007 року Голбрук надіслав свій власний сценарій режисеру Ґасу Ван Сенту, який зрештою дав йому роль Дентона Сміта у фільмі «Гарві Мілк». Разом із Тіа Екгардт Делані знявся у відеокліпі «Allison» гурту Permanent Me.
Бойд також є скульптуром, 19 квітня — 17 травня 2008 року виставив свою роботу «Іскаріот» на мистецькій виставці у галереї Rare, Челсі, Нью-Йорк.
Виконував роль агента Стіва Мерфі в серіалі «Нарко». Бойд також входить до акторського складу фільму «Лоґан» (2017), сиквелу фільму «Росомаха», де грає роль антагоніста Дональда Пірса.
У 2023 вийшов на екрани фільм  Індіана Джонс і реліквія долі, де Голбрук зіграв підручного нациста  Юргена Фоллера (Мадс Міккельсен) - Клабера 
У травні 2025 повідомляли, що Бойд зіграє Джеффрі «Ріда», ув'язненого, засудженого до смертної кари, який вирішує оголосити голодування у фільмі  Раміна Бахрані - Last Meals (Останні страви)

## Особисте життя
У вересні 2012 року Голбрук почав зустрічатися з колегою-акторкою Елізабет Олсен. Вони познайомилися на зйомках фільму «Дуже гарні дівчата». 2014 року пара навіть встигла заручитися, але в січні 2015 року розійшлась.

## Фільмографія
| Рік       |    | Українська назва                  | Оригінальна назва                     | Роль                             |
| --------- | -- | --------------------------------- | ------------------------------------- | -------------------------------- |
| 2008      | ф  | Гарві Мілк                        | Milk                                  | Дентон Сміт                      |
| 2009      | с  | Незвичайний детектив              | The Unusuals                          | панк (епізод «42»)               |
| 2009      | с  | Красиве життя                     | The Beautiful Life                    | Габріель (епізод «Pilot»)        |
| 2010      | тф |                                   | Tough Trade                           | Джексон Такер                    |
| 2011      | ф  | Цей темний світ                   | Higher Ground                         | Ітан Міллер                      |
| 2011      | ф  | Братство по крові                 | The Reunion                           | Дуглас Клірі                     |
| 2011      | кф | Перевезення Такахасі              | Moving Takahashi                      | Крейг                            |
| 2011      | с  | Невиліковне Це                    | The Big C                             | Микайл (2-й сезон)               |
| 2012      | с  | Гетфілди і Маккої                 | Hatfields & McCoys                    | Вільям «Кеп» Гатфілд (3 епізоди) |
| 2012      | ф  | Третій акт                        | The Magic of Belle Isle               | Люк Форд                         |
| 2013      | ф  | Гостя                             | The Host                              | Кайл О'Шей                       |
| 2013      | тф | За канделябрами                   | Behind the Candelabra                 | Кері Джеймс                      |
| 2013      | ф  | З пекла                           | Out of the Furnace                    | наркоторговець                   |
| 2014      | ф  | Близнюки                          | The Skeleton Twins                    | Біллі                            |
| 2014      | ф  | Маленькі події                    | The Skeleton Twins                    | Амос Дженкінс                    |
| 2014      | ф  | Дуже хороші дівчатка              | Very Good Girls                       | Девід Авері                      |
| 2014      | ф  | Прогулянка серед могил            | A Walk Among the Tombstones           | Пітер Крісто                     |
| 2014      | ф  | Загублена                         | Gone Girl                             | Джефф                            |
| 2015      | ф  | Втеча у ніч                       | Run All Night                         | Денні Магвайр                    |
| 2015—2016 | с  | Нарко                             | Narcos                                | Стів Мерфі (1-2 сезони)          |
| 2016      | ф  | Вільний світ                      | The Free World                        | Мо Ланді                         |
| 2016      | ф  | Джейн береться до зброї           | Jane Got a Gun                        | Він Овен                         |
| 2016      | ф  | Морган                            | Morgan                                | Скіп Вронскі                     |
| 2016      | ф  | Боксер з картонної коробки        | Cardboard Boxer                       | Пінкі                            |
| 2017      | ф  | Пісня за піснею                   | Song to Song                          | (видалена сцена)                 |
| 2017      | ф  | Лоґан: Росомаха                   | Logan                                 | Дональд Пірс                     |
| 2018      | ф  | З.К.                              | O.G.                                  | Пінкінс                          |
| 2018      | ф  | Хижак                             | The Predator                          | Квінн Маккенна                   |
| 2019      | ф  | У тіні Місяця                     | In the Shadow of the Moon             | Томас Локгарт                    |
| 2019      | ф  | Два/Один                          | Two/One                               | Каден                            |
| 2020      | с  | Втікач                            | The Fugitive                          | Майк Ферро (головна роль)        |
| 2020      | ф  | Ми можемо бути героями            | We Can Be Heroes                      | Чудо-Хлопець                     |
| 2021      | ф  | Вісімка за срібло                 | Eight for Silver                      | Джон Макбрайд                    |
| 2021      | ф  | Беккет                            | Beckett                               | Тайнан                           |
| 2022      | ф  | Помста                            | Vengeance                             | Тай Шоу                          |
| 2022—2025 | с  | Пісочний чоловік                  | The Sandman                           | Коринтянин (1-2 сезони)          |
| 2023      | ф  | Індіана Джонс і реліквія долі     | Indiana Jones and the Dial of Destiny | Клабер                           |
| 2023      | ф  | Байкери                           | The Bikeriders                        | Кел                              |
| 2023      | с  | Своя правда: Місто первородне     | Justified: City Primeval              | Клемент Менселл (8 епізодів)     |
| 2024      | ф  | Боб Ділан: Цілковитий незнайомець | A Complete Unknown                    | Джонні Кеш                       |